# Torneo LINAFA 2014-2015
El torneo 2014-2015 de la Primera División de LINAFA es la n° 32 en la historia. Dio inicio el domingo 7 de septiembre de 2014 con la participación de 55 equipos, distribuidos en grupos geográficamente.

## Desarrollo
La temporada 2014-2015 tendrá seis fases, la primera se denominará “Fase de clasificación”, en la cual todos los equipos jugarán unos contra otros en sus respectivos grupos. Así se completarán las 14 jornadas de esta primera fase hasta determinar los 32 clasificados.
La segunda fase, se denominará “Fase de clasificación 2”, en ella los 32 clasificados formarán 8 cuadrangulares. Se jugarán 6 jornadas para sacar los 16 equipos que pasarán a los octavos de finsl (Fase 3), luego saldrán los clasificados a cuartos de final (Fase 4), semifinales (Fase 5) y Final (Fase 6); esta última está prevista para los domingos 26 de abril y 3 de mayo de 2015.

## Primera Fase: Grupos
Se debe mencionar que no se logró encontrar datos de la cantidad de puntos y goles de los equipos en esta fase (con excepción del Grupo F de Alajuela); solo se obtuvo el dato de las posiciones en que quedaron y los equipos que descendieron, por lo que las tablas quedaron ordenadas de esa forma.

### Grupo A: San José
|  |    | Equipos de fútbol       | PJ | G | E | P | GF | GC | Dif | Pts |
|  | -- | ----------------------- | -- | - | - | - | -- | -- | --- | --- |
|  | 1. | Municipal Santa Ana     | 0  | 0 | 0 | 0 | 0  | 0  | 0   | 0   |
|  | 2. | BCJ Uruca               | 0  | 0 | 0 | 0 | 0  | 0  | 0   | 0   |
|  | 3. | Sagrada Familia         | 0  | 0 | 0 | 0 | 0  | 0  | 0   | 0   |
|  | 4. | AD. San Felipe          | 0  | 0 | 0 | 0 | 0  | 0  | 0   | 0   |
|  | 5. | AD. Compañeros          | 0  | 0 | 0 | 0 | 0  | 0  | 0   | 0   |
|  | 6. | FC Santa Ana Junior (*) | 0  | 0 | 0 | 0 | 0  | 0  | 0   | 0   |

(*) Se retiró del Torneo

### Grupo B: Cartago
|  |    | Equipos de fútbol   | PJ | G | E | P | GF | GC | Dif | Pts |
|  | -- | ------------------- | -- | - | - | - | -- | -- | --- | --- |
|  | 1. | AD. Tirrases FC     | 0  | 0 | 0 | 0 | 0  | 0  | 0   | 0   |
|  | 2. | AD. Conce La Unión  | 0  | 0 | 0 | 0 | 0  | 0  | 0   | 0   |
|  | 3. | Municipal Guarco    | 0  | 0 | 0 | 0 | 0  | 0  | 0   | 0   |
|  | 4. | Orión FC            | 0  | 0 | 0 | 0 | 0  | 0  | 0   | 0   |
|  | 5. | A.D. Pablo Presbere | 0  | 0 | 0 | 0 | 0  | 0  | 0   | 0   |
|  | 6. | Paraíso Praxis      | 0  | 0 | 0 | 0 | 0  | 0  | 0   | 0   |

### Grupo C: Heredia
|  |    | Equipos de fútbol  | PJ | G | E | P | GF | GC | Dif | Pts |
|  | -- | ------------------ | -- | - | - | - | -- | -- | --- | --- |
|  | 1. | AD San Rafael Hdia | 0  | 0 | 0 | 0 | 0  | 0  | 0   | 0   |
|  | 2. | Barva FC           | 0  | 0 | 0 | 0 | 0  | 0  | 0   | 0   |
|  | 3. | FC Chirripó        | 0  | 0 | 0 | 0 | 0  | 0  | 0   | 0   |
|  | 4. | AD Santo Domingo   | 0  | 0 | 0 | 0 | 0  | 0  | 0   | 0   |
|  | 5. | AD Barrealeña      | 0  | 0 | 0 | 0 | 0  | 0  | 0   | 0   |
|  | 6. | Atlético Belén     | 0  | 0 | 0 | 0 | 0  | 0  | 0   | 0   |

### Grupo D: Limón
|  |    | Equipos de fútbol    | PJ | G | E | P | GF | GC | Dif | Pts |
|  | -- | -------------------- | -- | - | - | - | -- | -- | --- | --- |
|  | 1. | Limón FC             | 0  | 0 | 0 | 0 | 0  | 0  | 0   | 0   |
|  | 2. | Deportivo Caribe Sur | 0  | 0 | 0 | 0 | 0  | 0  | 0   | 0   |
|  | 3. | Río Frío Sarapiquí   | 0  | 0 | 0 | 0 | 0  | 0  | 0   | 0   |
|  | 4. | ASD. El Cairo        | 0  | 0 | 0 | 0 | 0  | 0  | 0   | 0   |
|  | 5. | Civil Siquirres      | 0  | 0 | 0 | 0 | 0  | 0  | 0   | 0   |
|  | 6. | La Virgen            | 0  | 0 | 0 | 0 | 0  | 0  | 0   | 0   |
|  | 7. | AD. Guácimo          | 0  | 0 | 0 | 0 | 0  | 0  | 0   | 0   |

### Grupo E: San José B
|  |    | Equipos de fútbol            | PJ | G | E | P | GF | GC | Dif | Pts |
|  | -- | ---------------------------- | -- | - | - | - | -- | -- | --- | --- |
|  | 1. | AD. San Luis - Sta. Teresita | 0  | 0 | 0 | 0 | 0  | 0  | 0   | 0   |
|  | 2. | AD. Valencia                 | 0  | 0 | 0 | 0 | 0  | 0  | 0   | 0   |
|  | 3. | Acosta                       | 0  | 0 | 0 | 0 | 0  | 0  | 0   | 0   |
|  | 4. | CCDR. Montes de Oca          | 0  | 0 | 0 | 0 | 0  | 0  | 0   | 0   |
|  | 5. | San Rafael Abajo             | 0  | 0 | 0 | 0 | 0  | 0  | 0   | 0   |
|  | 6. | CCDR. Curridabat             | 0  | 0 | 0 | 0 | 0  | 0  | 0   | 0   |
|  | 7. | Dep. San Francisco (*)       | 0  | 0 | 0 | 0 | 0  | 0  | 0   | 0   |

(*) Se retiró del Torneo

### Grupo F: Alajuela
|  |    | Equipos de fútbol   | PJ | G | E | P | GF | GC | Dif | Pts |
|  | -- | ------------------- | -- | - | - | - | -- | -- | --- | --- |
|  | 1. | Puntarenas Junior   | 14 | 7 | 5 | 2 | 33 | 26 | +7  | 26  |
|  | 2. | Selección de Canoas | 14 | 7 | 3 | 4 | 34 | 23 | +11 | 24  |
|  | 3. | COFUTPA-Palmares    | 14 | 6 | 6 | 2 | 24 | 14 | +10 | 24  |
|  | 4. | AD. Mpal. San Ramón | 14 | 6 | 5 | 3 | 21 | 14 | +7  | 23  |
|  | 5. | ADR. Esparza        | 14 | 6 | 3 | 5 | 32 | 31 | +1  | 21  |
|  | 6. | Sarchí              | 14 | 4 | 3 | 7 | 19 | 22 | -3  | 15  |
|  | 7. | Four Can            | 14 | 3 | 2 | 9 | 25 | 44 | -14 | 11  |
|  | 8. | Río Segundo         | 14 | 2 | 3 | 9 | 25 | 44 | -19 | 9   |

### Grupo G: Puntarenas
|  |    | Equipos de fútbol      | PJ | G | E | P | GF | GC | Dif | Pts |
|  | -- | ---------------------- | -- | - | - | - | -- | -- | --- | --- |
|  | 1. | Municipal Quepos       | 0  | 0 | 0 | 0 | 0  | 0  | 0   | 0   |
|  | 2. | AD. Municipal Parrita  | 0  | 0 | 0 | 0 | 0  | 0  | 0   | 0   |
|  | 3. | Playón San Isidro      | 0  | 0 | 0 | 0 | 0  | 0  | 0   | 0   |
|  | 4. | Juventud Uvita         | 0  | 0 | 0 | 0 | 0  | 0  | 0   | 0   |
|  | 5. | AD. Golfito Zona Sur   | 0  | 0 | 0 | 0 | 0  | 0  | 0   | 0   |
|  | 6. | Colorado de Corredores | 0  | 0 | 0 | 0 | 0  | 0  | 0   | 0   |
|  | 7. | Olla Cero              | 0  | 0 | 0 | 0 | 0  | 0  | 0   | 0   |

### Grupo H: Guanacaste
|  |    | Equipos de fútbol     | PJ | G | E | P | GF | GC | Dif | Pts |
|  | -- | --------------------- | -- | - | - | - | -- | -- | --- | --- |
|  | 1. | AD. Cuajiniquil       | 0  | 0 | 0 | 0 | 0  | 0  | 0   | 0   |
|  | 2. | ADR Cóbano            | 0  | 0 | 0 | 0 | 0  | 0  | 0   | 0   |
|  | 3. | AD. Santa Rosa        | 0  | 0 | 0 | 0 | 0  | 0  | 0   | 0   |
|  | 4. | AD. San Buenaventura  | 0  | 0 | 0 | 0 | 0  | 0  | 0   | 0   |
|  | 5. | AD. Fortuna FC        | 0  | 0 | 0 | 0 | 0  | 0  | 0   | 0   |
|  | 6. | AD. Isla Venado       | 0  | 0 | 0 | 0 | 0  | 0  | 0   | 0   |
|  | 7. | Asoc. Municipal Lajas | 0  | 0 | 0 | 0 | 0  | 0  | 0   | 0   |
|  | 8. | Atlético Coco         | 0  | 0 | 0 | 0 | 0  | 0  | 0   | 0   |

## Segunda Fase: Cuadrangulares

### Cuadrangular Uno
|  |    | Equipos de fútbol                                               | PJ | G | E | P | GF | GC | Dif | Pts |
|  | -- | --------------------------------------------------------------- | -- | - | - | - | -- | -- | --- | --- |
|  | 1. | Municipal Guarco                                                | 6  | 4 | 1 | 1 | 19 | 10 | +9  | 13  |
|  | 2. | Municipal Santa Ana                                             | 6  | 3 | 2 | 1 | 15 | 8  | +7  | 11  |
|  | 3. | Archivo:600px Bisection vertical White HEX-FF0000.svg BCJ Uruca | 6  | 3 | 1 | 2 | 12 | 12 | 0   | 10  |
|  | 4. | Orión FC                                                        | 6  | 0 | 0 | 6 | 5  | 21 | -16 | 0   |

### Cuadrangular Dos
|  |    | Equipos de fútbol   | PJ | G | E | P | GF | GC | Dif | Pts |
|  | -- | ------------------- | -- | - | - | - | -- | -- | --- | --- |
|  | 1. | AD. Sagrada Familia | 6  | 3 | 2 | 1 | 12 | 10 | +2  | 11  |
|  | 2. | AD. Tirrases FC     | 6  | 2 | 4 | 0 | 18 | 9  | +9  | 10  |
|  | 3. | AD. Conce La Unión  | 6  | 2 | 3 | 1 | 15 | 9  | +6  | 9   |
|  | 4. | AD. San Felipe      | 6  | 0 | 1 | 5 | 10 | 27 | -17 | 1   |

### Cuadrangular Tres
|  |    | Equipos de fútbol      | PJ | G | E | P | GF | GC | Dif | Pts |
|  | -- | ---------------------- | -- | - | - | - | -- | -- | --- | --- |
|  | 1. | AD San Rafael Hdia     | 6  | 5 | 1 | 0 | 18 | 4  | +14 | 16  |
|  | 2. | Barva FC               | 6  | 3 | 1 | 2 | 7  | 6  | +1  | 10  |
|  | 3. | AD. Río Frío Sarapiquí | 6  | 1 | 0 | 4 | 6  | 12 | -6  | 3   |
|  | 4. | ASD. El Cairo          | 6  | 1 | 0 | 4 | 4  | 13 | -9  | 3   |

### Cuadrangular Cuatro
|  |    | Equipos de fútbol     | PJ | G | E | P | GF | GC | Dif | Pts |
|  | -- | --------------------- | -- | - | - | - | -- | -- | --- | --- |
|  | 1. | Limón FC              | 6  | 3 | 1 | 2 | 15 | 10 | +5  | 10  |
|  | 2. | AD Santo Domingo      | 6  | 3 | 0 | 3 | 12 | 14 | -2  | 9   |
|  | 3. | Deportivo Caribe Sur  | 6  | 3 | 0 | 3 | 16 | 17 | -1  | 9   |
|  | 4. | AD San Pablo Chirripó | 6  | 2 | 1 | 3 | 10 | 12 | -2  | 7   |

### Cuadrangular Cinco
|  |    | Equipos de fútbol            | PJ | G | E | P | GF | GC | Dif | Pts |
|  | -- | ---------------------------- | -- | - | - | - | -- | -- | --- | --- |
|  | 1. | COFUTPA-Palmares             | 6  | 1 | 5 | 0 | 8  | 6  | +2  | 8   |
|  | 2. | AD. San Luis - Sta. Teresita | 6  | 2 | 2 | 2 | 7  | 9  | -2  | 8   |
|  | 3. | AD. Valencia                 | 6  | 1 | 4 | 1 | 11 | 10 | +1  | 7   |
|  | 4. | AD. Mpal. San Ramón          | 6  | 1 | 3 | 2 | 8  | 9  | -1  | 6   |

### Cuadrangular Seis
|  |    | Equipos de fútbol   | PJ | G | E | P | GF | GC | Dif | Pts |
|  | -- | ------------------- | -- | - | - | - | -- | -- | --- | --- |
|  | 1. | Selección de Canoas | 6  | 4 | 1 | 1 | 18 | 13 | +5  | 13  |
|  | 2. | Puntarenas Junior   | 6  | 3 | 2 | 1 | 15 | 11 | +4  | 11  |
|  | 3. | Acosta              | 5  | 2 | 0 | 3 | 10 | 12 | -2  | 6   |
|  | 4. | Montes de Oca       | 5  | 0 | 1 | 4 | 9  | 15 | -6  | 1   |

### Cuadrangular Siete
|  |    | Equipos de fútbol     | PJ | G | E | P | GF | GC | Dif | Pts |
|  | -- | --------------------- | -- | - | - | - | -- | -- | --- | --- |
|  | 1. | Municipal Quepos      | 6  | 2 | 3 | 1 | 11 | 8  | +3  | 9   |
|  | 2. | AD. Municipal Parrita | 6  | 2 | 2 | 2 | 8  | 8  | 0   | 8   |
|  | 3. | AD. Santa Rosa        | 6  | 2 | 2 | 2 | 11 | 11 | 0   | 8   |
|  | 4. | AD. San Buenaventura  | 6  | 1 | 3 | 2 | 9  | 12 | -3  | 6   |

### Cuadrangular Ocho
|  |    | Equipos de fútbol                                                | PJ | G | E | P | GF | GC | Dif | Pts |
|  | -- | ---------------------------------------------------------------- | -- | - | - | - | -- | -- | --- | --- |
|  | 1. | Archivo:600px Bisection vertical White HEX-FF0000.svg ADR Cóbano | 6  | 4 | 1 | 1 | 14 | 7  | +7  | 13  |
|  | 2. | AD. Cuajiniquil                                                  | 6  | 3 | 1 | 2 | 11 | 10 | +1  | 10  |
|  | 3. | Juventud Uvita                                                   | 5  | 2 | 0 | 3 | 12 | 12 | 0   | 6   |
|  | 4. | Playón San Isidro                                                | 5  | 1 | 0 | 4 | 9  | 17 | -8  | 3   |

## Rondas finales
|  | Octavos de final                                                 | Octavos de final    | Octavos de final | Octavos de final |     |                              | Cuartos de final | Cuartos de final | Cuartos de final | Cuartos de final |  |                     | Semifinales | Semifinales | Semifinales | Semifinales |                  |   | Final | Final | Final | Final |
|  |                                                                  |                     |                  |                  |     |                              |                  |                  |                  |                  |  |                     |             |             |             |             |                  |   |       |       |       |       |
|  | AD San Rafael Hdia                                               | 4                   | 3                | '4' (2)          |     |                              |                  |                  |                  |                  |  |                     |             |             |             |             |                  |   |       |       |       |       |
|  | Municipal Santa Ana                                              | 0                   | 1                | '4' (1)          |     |                              |                  |                  |                  |                  |  |                     |             |             |             |             |                  |   |       |       |       |       |
|  | Municipal Santa Ana                                              | 0                   | 1                | '4' (1)          |     | AD San Rafael Hdia           | 2                | 2                | '2'              |                  |  |                     |             |             |             |             |                  |   |       |       |       |       |
|  |                                                                  |                     |                  |                  |     | AD San Rafael Hdia           | 2                | 2                | '2'              |                  |  |                     |             |             |             |             |                  |   |       |       |       |       |
|  |                                                                  | Limón FC            | 0                | 1                | '3' |                              |                  |                  |                  |                  |  |                     |             |             |             |             |                  |   |       |       |       |       |
|  | Limón FC                                                         | Limón FC            | 0                | 1                | '3' | 1                            | 0                | '3'              |                  |                  |  |                     |             |             |             |             |                  |   |       |       |       |       |
|  | Limón FC                                                         |                     |                  |                  |     | 1                            | 0                | '3'              |                  |                  |  |                     |             |             |             |             |                  |   |       |       |       |       |
|  | AD. Tirrases FC                                                  | 2                   | 1                | '1'              |     |                              |                  |                  |                  |                  |  |                     |             |             |             |             |                  |   |       |       |       |       |
|  | AD. Tirrases FC                                                  | 2                   | 1                | '1'              |     |                              |                  |                  |                  |                  |  | COFUTPA-Palmares    | 2           | 1           | '4'         |             |                  |   |       |       |       |       |
|  |                                                                  |                     |                  |                  |     |                              |                  |                  |                  |                  |  | COFUTPA-Palmares    | 2           | 1           | '4'         |             |                  |   |       |       |       |       |
|  |                                                                  | Puntarenas Junior   | 2                | 1                | '2' |                              |                  |                  |                  |                  |  |                     |             |             |             |             |                  |   |       |       |       |       |
|  | AD. Sagrada Familia                                              | Puntarenas Junior   | 2                | 1                | '2' | 3                            | 0                | '4'              |                  |                  |  |                     |             |             |             |             |                  |   |       |       |       |       |
|  | AD. Sagrada Familia                                              |                     |                  |                  |     | 3                            | 0                | '4'              |                  |                  |  |                     |             |             |             |             |                  |   |       |       |       |       |
|  | AD Santo Domingo                                                 | 1                   | 3                | '3'              |     |                              |                  |                  |                  |                  |  |                     |             |             |             |             |                  |   |       |       |       |       |
|  | AD Santo Domingo                                                 | 1                   | 3                | '3'              |     | AD. Sagrada Familia          | 3                | 2                | '4'              |                  |  |                     |             |             |             |             |                  |   |       |       |       |       |
|  |                                                                  |                     |                  |                  |     | AD. Sagrada Familia          | 3                | 2                | '4'              |                  |  |                     |             |             |             |             |                  |   |       |       |       |       |
|  |                                                                  | Municipal Guarco    | 1                | 1                | '3' |                              |                  |                  |                  |                  |  |                     |             |             |             |             |                  |   |       |       |       |       |
|  | Municipal Guarco                                                 | Municipal Guarco    | 1                | 1                | '3' | 0                            | 0                | '2'              |                  |                  |  |                     |             |             |             |             |                  |   |       |       |       |       |
|  | Municipal Guarco                                                 |                     |                  |                  |     | 0                            | 0                | '2'              |                  |                  |  |                     |             |             |             |             |                  |   |       |       |       |       |
|  | Barva FC                                                         | 2                   | 1                | '1'              |     |                              |                  |                  |                  |                  |  |                     |             |             |             |             |                  |   |       |       |       |       |
|  | Barva FC                                                         | 2                   | 1                | '1'              |     |                              |                  |                  |                  |                  |  |                     |             |             |             |             | COFUTPA-Palmares | 2 | 2     | '5'   |       |       |
|  |                                                                  |                     |                  |                  |     |                              |                  |                  |                  |                  |  |                     |             |             |             |             |                  | 2 | 2     | '5'   |       |       |
|  |                                                                  | AD. Sagrada Familia | 3                | 0                | '2' |                              |                  |                  |                  |                  |  |                     |             |             |             |             |                  |   |       |       |       |       |
|  | COFUTPA-Palmares                                                 | AD. Sagrada Familia | 3                | 0                | '2' | 3                            | 2                | '4'              |                  |                  |  |                     |             |             |             |             |                  |   |       |       |       |       |
|  | COFUTPA-Palmares                                                 |                     |                  |                  |     | 3                            | 2                | '4'              |                  |                  |  |                     |             |             |             |             |                  |   |       |       |       |       |
|  | AD. Municipal Parrita                                            | 1                   | 1                | '3'              |     |                              |                  |                  |                  |                  |  |                     |             |             |             |             |                  |   |       |       |       |       |
|  | AD. Municipal Parrita                                            | 1                   | 1                | '3'              |     | COFUTPA-Palmares             | 1                | 0                | '3'              |                  |  |                     |             |             |             |             |                  |   |       |       |       |       |
|  |                                                                  |                     |                  |                  |     | COFUTPA-Palmares             | 1                | 0                | '3'              |                  |  |                     |             |             |             |             |                  |   |       |       |       |       |
|  |                                                                  | Selección de Canoas | 2                | 2                | '2' |                              |                  |                  |                  |                  |  |                     |             |             |             |             |                  |   |       |       |       |       |
|  | Selección de Canoas                                              | Selección de Canoas | 2                | 2                | '2' | 7                            | 2                | '8'              |                  |                  |  |                     |             |             |             |             |                  |   |       |       |       |       |
|  | Selección de Canoas                                              |                     |                  |                  |     | 7                            | 2                | '8'              |                  |                  |  |                     |             |             |             |             |                  |   |       |       |       |       |
|  | AD. Cuajiniquil                                                  | 1                   | 1                | '3'              |     |                              |                  |                  |                  |                  |  |                     |             |             |             |             |                  |   |       |       |       |       |
|  | AD. Cuajiniquil                                                  | 1                   | 1                | '3'              |     |                              |                  |                  |                  |                  |  | AD. Sagrada Familia | 4           | 0           | '6'         |             |                  |   |       |       |       |       |
|  |                                                                  |                     |                  |                  |     |                              |                  |                  |                  |                  |  | AD. Sagrada Familia | 4           | 0           | '6'         |             |                  |   |       |       |       |       |
|  |                                                                  | Limón FC            | 2                | 3                | '3' |                              |                  |                  |                  |                  |  |                     |             |             |             |             |                  |   |       |       |       |       |
|  | Municipal Quepos                                                 | Limón FC            | 2                | 3                | '3' | 1                            | 0                | '1'              |                  |                  |  |                     |             |             |             |             |                  |   |       |       |       |       |
|  | Municipal Quepos                                                 |                     |                  |                  |     | 1                            | 0                | '1'              |                  |                  |  |                     |             |             |             |             |                  |   |       |       |       |       |
|  | AD. San Luis - Sta. Teresita                                     | 0                   | 3                | '3'              |     |                              |                  |                  |                  |                  |  |                     |             |             |             |             |                  |   |       |       |       |       |
|  | AD. San Luis - Sta. Teresita                                     | 0                   | 3                | '3'              |     | AD. San Luis - Sta. Teresita | 1                | 0                | '2'              |                  |  |                     |             |             |             |             |                  |   |       |       |       |       |
|  |                                                                  |                     |                  |                  |     | AD. San Luis - Sta. Teresita | 1                | 0                | '2'              |                  |  |                     |             |             |             |             |                  |   |       |       |       |       |
|  |                                                                  | Puntarenas Junior   | 1                | 3                | '3' |                              |                  |                  |                  |                  |  |                     |             |             |             |             |                  |   |       |       |       |       |
|  | Archivo:600px Bisection vertical White HEX-FF0000.svg ADR Cóbano | Puntarenas Junior   | 1                | 3                | '3' | 4                            | 1                | '4'              |                  |                  |  |                     |             |             |             |             |                  |   |       |       |       |       |
|  | Archivo:600px Bisection vertical White HEX-FF0000.svg ADR Cóbano |                     |                  |                  |     | 4                            | 1                | '4'              |                  |                  |  |                     |             |             |             |             |                  |   |       |       |       |       |
|  | Puntarenas Junior                                                | 0                   | 3                | '4'              |     |                              |                  |                  |                  |                  |  |                     |             |             |             |             |                  |   |       |       |       |       |

### Cuartos de final
| 8 de marzo de 2015 - 10:00 | San Rafael (Heredia) | 2 - 2 | Limón FC | Estadio Yuba Paniagua, San Rafael |  |

| 14 de marzo de 2015 - 19:00 | Limón FC | 0 - 0 (1 - 0 TE) | San Rafael (Heredia) | Estadio Juan Gobán, Limón |  |

| 8 de marzo de 2015 - 11:00 | Sagrada Familia | 3 - 2 | Municipal Guarco | Estadio Teodoro Picado, Hatillo |  |

| 15 de marzo de 2015 - 11:00 | Municipal Guarco | 1 - 1 | Sagrada Familia | Cancha El Tejar, El Guarco |  |

| 8 de marzo de 2015 - 11:00 | COFUTPA Palmares | 1 - 0 | Selección de Canoas | Estadio Jorge "Palmareño" Solís, Palmares |  |

| 15 de marzo de 2015 - 11:15 | Selección de Canoas | 2 - 2 | COFUTPA Palmares | Cancha de Canoas, Canoas |  |

| 8 de marzo de 2015 - 15:15 | San Luis | 1 - 0 | Puntarenas Junior | Estadio ST Center, Aserrí |  |

| 15 de marzo de 2015 - 12:00 | Puntarenas Junior | 3 - 1 | San Luis | Estadio Lito Pérez, Puntarenas |  |

### Semifinales
| 22 de marzo de 2015 - 11:00 | COFUTPA Palmares | 2 - 1 | Puntarenas Junior | Estadio Jorge "Palmareño" Solís, Palmares |  |
|                             | 2                |       | 1                 |                                           |  |

| 29 de marzo de 2015 | Puntarenas Junior | 1-2 | COFUTPA Palmares | Estadio Miguel Ángel "Lito" Pérez, Puntarenas |                               |
|                     | 1                 |     | 2                | Asistencia: 1200 espectadores                 | Asistencia: 1200 espectadores |

| 22 de marzo de 2015 - 11:00 | Sagrada Familia | 4 : 0 | Limón FC | Estadio Teodoro Picado, Hatillo |  |
|                             | 4               |       | 0        |                                 |  |

| 29 de marzo de 2015 | Limón FC | 3 - 2 | Sagrada Familia | Estadio Juan Gobán, Limón |  |
|                     | 3        |       | 2               |                           |  |

### Gran Final

#### Ida
| 1     | POR   | Danny Aguilar    |  |
|       | DEF   | José García      |  |
|       | DEF   | Kenneth Ureña    |  |
|       | DEF   | Johnny Gutiérrez |  |
|       | DEF   | Juan José Vargas |  |
|       | MED   | Byron Flores     |  |
|       | MED   | Esteban Guadamuz |  |
|       | MED   | Andrey Sánchez   |  |
|       | MED   | Daniel López     |  |
|       | DEL   | Steven Cárdenas  |  |
|       | DEL   | José Campos      |  |
| D. T. | D. T. | Gustavo Ramírez  |  |

| 1     | POR   | Ricardo Rojas  |  |
|       | DEF   | Nelson Cháves  |  |
|       | DEF   | José Pérez     |  |
|       | DEF   | Kevin Arias    |  |
|       | DEF   | Alonso Muñoz   |  |
|       | MED   | Andrés Pérez   |  |
|       | MED   | Ruani Molina   |  |
|       | MED   | Jorge Bolaños  |  |
|       | MED   | Luis Rodríguez |  |
|       | DEL   | Jiosé Navarro  |  |
|       | DEL   | Marvin Alfaro  |  |
| D. T. | D. T. | Leonel Vásquez |  |

| 30' · 62' | Daniel López Steven Cárdenas | 1:0 2:1 |

| 38' (a.g.) · 90+2' | Johnny Gutiérrez Ignacio Cháves | 1:1 2:2 |

| Principal  | Álvaro Acuña  |
| Asistentes | Javier Soto   |
|            | Víctor Robles |
| Cuarto     | Dennis Segura |

|  |                    |                                        |                                            |
|  | Saques de esquina  | Tiros de esquina local.                | Tiros de esquina visitante.                |
|  | Penaltis           | Penales durante el partido local.      | Penales durante el partido visitante.      |
|  | Fueras de juego    | Fueras de juego local.                 | Fueras de juego visitante.                 |
|  | Posesión del balón | Porcentaje de posesión de balón local. | Porcentaje de posesión de balón visitante. |

| 1     | POR   | Danny Aguilar    |  |
|       | DEF   | José García      |  |
|       | DEF   | Kenneth Ureña    |  |
|       | DEF   | Johnny Gutiérrez |  |
|       | DEF   | Juan José Vargas |  |
|       | MED   | Byron Flores     |  |
|       | MED   | Esteban Guadamuz |  |
|       | MED   | Andrey Sánchez   |  |
|       | MED   | Daniel López     |  |
|       | DEL   | Steven Cárdenas  |  |
|       | DEL   | José Campos      |  |
| D. T. | D. T. | Gustavo Ramírez  |  |

| 1     | POR   | Ricardo Rojas  |  |
|       | DEF   | Nelson Cháves  |  |
|       | DEF   | José Pérez     |  |
|       | DEF   | Kevin Arias    |  |
|       | DEF   | Alonso Muñoz   |  |
|       | MED   | Andrés Pérez   |  |
|       | MED   | Ruani Molina   |  |
|       | MED   | Jorge Bolaños  |  |
|       | MED   | Luis Rodríguez |  |
|       | DEL   | Jiosé Navarro  |  |
|       | DEL   | Marvin Alfaro  |  |
| D. T. | D. T. | Leonel Vásquez |  |

| 30' · 62' | Daniel López Steven Cárdenas | 1:0 2:1 |

| 38' (a.g.) · 90+2' | Johnny Gutiérrez Ignacio Cháves | 1:1 2:2 |

| Principal  | Álvaro Acuña  |
| Asistentes | Javier Soto   |
|            | Víctor Robles |
| Cuarto     | Dennis Segura |

|  |                    |                                        |                                            |
|  | Saques de esquina  | Tiros de esquina local.                | Tiros de esquina visitante.                |
|  | Penaltis           | Penales durante el partido local.      | Penales durante el partido visitante.      |
|  | Fueras de juego    | Fueras de juego local.                 | Fueras de juego visitante.                 |
|  | Posesión del balón | Porcentaje de posesión de balón local. | Porcentaje de posesión de balón visitante. |

| 1     | POR   | Danny Aguilar    |  |
|       | DEF   | José García      |  |
|       | DEF   | Kenneth Ureña    |  |
|       | DEF   | Johnny Gutiérrez |  |
|       | DEF   | Juan José Vargas |  |
|       | MED   | Byron Flores     |  |
|       | MED   | Esteban Guadamuz |  |
|       | MED   | Andrey Sánchez   |  |
|       | MED   | Daniel López     |  |
|       | DEL   | Steven Cárdenas  |  |
|       | DEL   | José Campos      |  |
| D. T. | D. T. | Gustavo Ramírez  |  |

| 1     | POR   | Ricardo Rojas  |  |
|       | DEF   | Nelson Cháves  |  |
|       | DEF   | José Pérez     |  |
|       | DEF   | Kevin Arias    |  |
|       | DEF   | Alonso Muñoz   |  |
|       | MED   | Andrés Pérez   |  |
|       | MED   | Ruani Molina   |  |
|       | MED   | Jorge Bolaños  |  |
|       | MED   | Luis Rodríguez |  |
|       | DEL   | Jiosé Navarro  |  |
|       | DEL   | Marvin Alfaro  |  |
| D. T. | D. T. | Leonel Vásquez |  |

| 30' · 62' | Daniel López Steven Cárdenas | 1:0 2:1 |

| 38' (a.g.) · 90+2' | Johnny Gutiérrez Ignacio Cháves | 1:1 2:2 |

| Principal  | Álvaro Acuña  |
| Asistentes | Javier Soto   |
|            | Víctor Robles |
| Cuarto     | Dennis Segura |

|  |                    |                                        |                                            |
|  | Saques de esquina  | Tiros de esquina local.                | Tiros de esquina visitante.                |
|  | Penaltis           | Penales durante el partido local.      | Penales durante el partido visitante.      |
|  | Fueras de juego    | Fueras de juego local.                 | Fueras de juego visitante.                 |
|  | Posesión del balón | Porcentaje de posesión de balón local. | Porcentaje de posesión de balón visitante. |

| 1     | POR   | Danny Aguilar    |  |
|       | DEF   | José García      |  |
|       | DEF   | Kenneth Ureña    |  |
|       | DEF   | Johnny Gutiérrez |  |
|       | DEF   | Juan José Vargas |  |
|       | MED   | Byron Flores     |  |
|       | MED   | Esteban Guadamuz |  |
|       | MED   | Andrey Sánchez   |  |
|       | MED   | Daniel López     |  |
|       | DEL   | Steven Cárdenas  |  |
|       | DEL   | José Campos      |  |
| D. T. | D. T. | Gustavo Ramírez  |  |

| 1     | POR   | Ricardo Rojas  |  |
|       | DEF   | Nelson Cháves  |  |
|       | DEF   | José Pérez     |  |
|       | DEF   | Kevin Arias    |  |
|       | DEF   | Alonso Muñoz   |  |
|       | MED   | Andrés Pérez   |  |
|       | MED   | Ruani Molina   |  |
|       | MED   | Jorge Bolaños  |  |
|       | MED   | Luis Rodríguez |  |
|       | DEL   | Jiosé Navarro  |  |
|       | DEL   | Marvin Alfaro  |  |
| D. T. | D. T. | Leonel Vásquez |  |

| 30' · 62' | Daniel López Steven Cárdenas | 1:0 2:1 |

| 38' (a.g.) · 90+2' | Johnny Gutiérrez Ignacio Cháves | 1:1 2:2 |

| Principal  | Álvaro Acuña  |
| Asistentes | Javier Soto   |
|            | Víctor Robles |
| Cuarto     | Dennis Segura |

|  |                    |                                        |                                            |
|  | Saques de esquina  | Tiros de esquina local.                | Tiros de esquina visitante.                |
|  | Penaltis           | Penales durante el partido local.      | Penales durante el partido visitante.      |
|  | Fueras de juego    | Fueras de juego local.                 | Fueras de juego visitante.                 |
|  | Posesión del balón | Porcentaje de posesión de balón local. | Porcentaje de posesión de balón visitante. |

#### Vuelta
| 1     | POR   | Ricardo Rojas        |  |
|       | DEF   | Nelson Cháves        |  |
|       | DEF   | José Pérez           |  |
|       | DEF   | Kevin Arias          |  |
|       | DEF   | Alonso Muñoz         |  |
|       | MED   | Alberto Pérez        |  |
|       | MED   | Roany Molina         |  |
|       | MED   | Jorge Bolaños        |  |
|       | MED   | Luis Rodríguez       |  |
|       | DEL   | Mariano Montero      |  |
|       | DEL   | José Octavio Navarro |  |
| D. T. | D. T. | Leonel Vásquez       |  |

| 1     | POR   | Danny Aguilar    |  |
|       | DEF   | José García      |  |
|       | DEF   | Kenneth Ureña    |  |
|       | DEF   | Johnny Gutiérrez |  |
|       | DEF   | Juan José Vargas |  |
|       | MED   | Byron Flores     |  |
|       | MED   | Esteban Guadamuz |  |
|       | MED   | Andrey Sánchez   |  |
|       | MED   | Daniel López     |  |
|       | DEL   | Steven Cárdenas  |  |
|       | DEL   | José Campos      |  |
| D. T. | D. T. | Gustavo Ramírez  |  |

| 9' · 65' · 80' | José Octavio Navarro Mariano Montero | 1:0 2:0 3:0 |

| Principal  | Cristian Rodríguez |
| Asistentes | William Chow       |
|            | Bernal Herrera     |
| Cuarto     | Óscar Guzmán       |

| 1     | POR   | Ricardo Rojas        |  |
|       | DEF   | Nelson Cháves        |  |
|       | DEF   | José Pérez           |  |
|       | DEF   | Kevin Arias          |  |
|       | DEF   | Alonso Muñoz         |  |
|       | MED   | Alberto Pérez        |  |
|       | MED   | Roany Molina         |  |
|       | MED   | Jorge Bolaños        |  |
|       | MED   | Luis Rodríguez       |  |
|       | DEL   | Mariano Montero      |  |
|       | DEL   | José Octavio Navarro |  |
| D. T. | D. T. | Leonel Vásquez       |  |

| 1     | POR   | Danny Aguilar    |  |
|       | DEF   | José García      |  |
|       | DEF   | Kenneth Ureña    |  |
|       | DEF   | Johnny Gutiérrez |  |
|       | DEF   | Juan José Vargas |  |
|       | MED   | Byron Flores     |  |
|       | MED   | Esteban Guadamuz |  |
|       | MED   | Andrey Sánchez   |  |
|       | MED   | Daniel López     |  |
|       | DEL   | Steven Cárdenas  |  |
|       | DEL   | José Campos      |  |
| D. T. | D. T. | Gustavo Ramírez  |  |

| 9' · 65' · 80' | José Octavio Navarro Mariano Montero | 1:0 2:0 3:0 |

| Principal  | Cristian Rodríguez |
| Asistentes | William Chow       |
|            | Bernal Herrera     |
| Cuarto     | Óscar Guzmán       |

| 1     | POR   | Ricardo Rojas        |  |
|       | DEF   | Nelson Cháves        |  |
|       | DEF   | José Pérez           |  |
|       | DEF   | Kevin Arias          |  |
|       | DEF   | Alonso Muñoz         |  |
|       | MED   | Alberto Pérez        |  |
|       | MED   | Roany Molina         |  |
|       | MED   | Jorge Bolaños        |  |
|       | MED   | Luis Rodríguez       |  |
|       | DEL   | Mariano Montero      |  |
|       | DEL   | José Octavio Navarro |  |
| D. T. | D. T. | Leonel Vásquez       |  |

| 1     | POR   | Danny Aguilar    |  |
|       | DEF   | José García      |  |
|       | DEF   | Kenneth Ureña    |  |
|       | DEF   | Johnny Gutiérrez |  |
|       | DEF   | Juan José Vargas |  |
|       | MED   | Byron Flores     |  |
|       | MED   | Esteban Guadamuz |  |
|       | MED   | Andrey Sánchez   |  |
|       | MED   | Daniel López     |  |
|       | DEL   | Steven Cárdenas  |  |
|       | DEL   | José Campos      |  |
| D. T. | D. T. | Gustavo Ramírez  |  |

| 9' · 65' · 80' | José Octavio Navarro Mariano Montero | 1:0 2:0 3:0 |

| Principal  | Cristian Rodríguez |
| Asistentes | William Chow       |
|            | Bernal Herrera     |
| Cuarto     | Óscar Guzmán       |

| 1     | POR   | Ricardo Rojas        |  |
|       | DEF   | Nelson Cháves        |  |
|       | DEF   | José Pérez           |  |
|       | DEF   | Kevin Arias          |  |
|       | DEF   | Alonso Muñoz         |  |
|       | MED   | Alberto Pérez        |  |
|       | MED   | Roany Molina         |  |
|       | MED   | Jorge Bolaños        |  |
|       | MED   | Luis Rodríguez       |  |
|       | DEL   | Mariano Montero      |  |
|       | DEL   | José Octavio Navarro |  |
| D. T. | D. T. | Leonel Vásquez       |  |

| 1     | POR   | Danny Aguilar    |  |
|       | DEF   | José García      |  |
|       | DEF   | Kenneth Ureña    |  |
|       | DEF   | Johnny Gutiérrez |  |
|       | DEF   | Juan José Vargas |  |
|       | MED   | Byron Flores     |  |
|       | MED   | Esteban Guadamuz |  |
|       | MED   | Andrey Sánchez   |  |
|       | MED   | Daniel López     |  |
|       | DEL   | Steven Cárdenas  |  |
|       | DEL   | José Campos      |  |
| D. T. | D. T. | Gustavo Ramírez  |  |

| 9' · 65' · 80' | José Octavio Navarro Mariano Montero | 1:0 2:0 3:0 |

| Principal  | Cristian Rodríguez |
| Asistentes | William Chow       |
|            | Bernal Herrera     |
| Cuarto     | Óscar Guzmán       |